# Шапир, Максим Ильич
Макси́м Ильи́ч Шапи́р (25 августа 1962, Москва — 3 августа 2006, Словения) — российский филолог, стиховед. Кандидат филологических наук (1999, диссертация «Стихотворное наследие Г. С. Батенькова: проблемы текстологии и поэтики»), доктор филологических наук (2000, диссертация «Язык — стих — смысл в русской поэзии XVIII — первой половины XIX веков»). Основатель и редактор (вместе с И. А. Пильщиковым) журнала «Philologica».

## Биография
Окончил филологический факультет Московского государственного университета им. М. В. Ломоносова (1994). 
Автор около 200 работ, главным образом по теории и истории русского стиха, лингвистической поэтике, истории русской филологии XX века. 
Подготовил к изданию фундаментальные труды классиков российского литературоведения Г. О. Винокура и Б. И. Ярхо, а также (с обширными комментариями и экскурсами) обсценно-порнографическую балладу «Тень Баркова», которую М. И. Шапир и И. А. Пильщиков, вслед за М. А. Цявловским, приписывают перу А. С. Пушкина (гипотеза об атрибуции баллады вызвала оживлённую полемику среди специалистов).
Скоропостижно скончался 3 августа 2006 года в Словении. Похоронен на Донском кладбище.

## Цитаты
- Как известно, самые яростные споры случаются не о цветах, а об оттенках[4].